# Патросиниу
Патросиниу (порт. Patrocínio) — муниципалитет в Бразилии, входит в штат Минас-Жерайс. Составная часть мезорегиона Триангулу-Минейру-и-Алту-Паранаиба. Входит в экономико-статистический микрорегион Патросиниу. Население составляет 83 658 человек на 2007 год. Занимает площадь 2866,559 км². Плотность населения — 28,7 чел./км².
Праздник города — 7 апреля.

## История
Город основан 7 апреля 1842 года. 

## Статистика
- Валовой внутренний продукт на 2003 год составляет 505 584 412,00 реалов (данные: Бразильский институт географии и статистики).
- Валовой внутренний продукт на душу населения на 2003 год составляет 6474,96 реалов (данные: Бразильский институт географии и статистики).
- Индекс развития человеческого потенциала на 2000 год составляет 0,799 (данные: Программа развития ООН).